# Amigos para siempre
Amigos para siempre (Friends for Life) è un brano inciso nel 1992 da José Carreras e da Sarah Brightman ed utilizzato come inno ufficiale dei Giochi Olimpici di Barcellona. Autori del brano sono Andrew Lloyd Webber (autore della melodia) e Don Black (autore del testo).
Il singolo, pubblicato su etichetta discografica Polydor e prodotto da Andrew Lloyd Webber e Nigel Wright , raggiunse il primo posto delle classifiche in Australia per sei settimane .
Alcuni artisti hanno in seguito inciso una cover del brano.

## Testo
Il testo (nell'originale in inglese) parla di una grande amicizia destinata a durare per sempre, non lo spazio di una stagione. Si dice che due amici condivono ricordi e che altri ancora ne condivideranno.
Nel testo le parole "amici per sempre" vengono espresse in spagnolo (amigos para siempre), inglese (friends for life) e in catalano (amics per sempre).

## Tracce
1. José Carreras & Sarah Brightman – Amigos para siempre (Friends for Life) – 4:36
2. Andrew Lloyd Webber – Opening Ceremony Barcelona 1992 Games – 3:44
3. José Carreras & Sarah Brightman – Amigos para siempre (Friends for Life) (Spanish Version) – 4:36

## Classifiche
| Classifica (1993) | Posizione massima |
| ----------------- | ----------------- |
| Australia         | 1                 |
| Belgio            | 44                |
| Norvegia          | 10                |
| Paesi Bassi       | 7                 |
| Svezia            | 36                |

## Cover
Tra gli artisti che hanno inciso una cover del brano, figurano (in ordine alfabetico):
- Laurie Beechman (1995)
- Volker Bengl ed Eva Lind
- Furbaz
- James Last
- Los Manolos
- Norman & Effe
- Pharos (2007)
- André Rieu
- Schatteman & Couvreur (1998)
- Dragan Stojnić & Extra Nena (1996; versione in croata scritta da Svetislav Vuković ed intitolata Prijatelji zauvek[1])
- Øystein Wiik e Björg Hasle (1993)